# Révész Béla (orvos)
Révész Béla, született Morgenstern Béla (Pest, 1869. május 15. – ?) orvosdoktor, ideg- és elmegyógyász.

## Élete
Morgenstern Samu kereskedő és Steinberg Jeanette fia. Középiskolát Szolnokon és Budapesten végezte. A Budapesti Tudományegyetemen 1893-ban nyert orvosdoktori oklevelet és a fővárosban orvosi gyakorlatot folytatott. Azután hosszabb időre külföldre ment. Brazíliában São Paulo városban a konzulátusunk orvosa volt. Később Békésgyulán Békés vármegye közkórházának elmebetegeket gyógyító osztályán volt orvos.
Pszichiátriai és szociológiai cikkeket írt a hazai és külföldi szaklapokba.

## Munkái
- Elmebetegek foglalkoztatása. Gyula, 1904. (Különnyomat a Békésvármegye közkórházának érvkönyvéből).
- Paralysis progressiva és syphilis. Uo. 1905.
- Cervantes. Lublinitz (Schlesien) 1905. (Különnyomat a Psychiatrisch-Neurolog-Wochenschriftből).
- Der Einfluss des Alters der Mutter auf die Körperhöhe. Braunschweig, 1906. (Különnyomat az Archiv für Anthropologieből).